# العلاقات السورينامية الطاجيكستانية
العلاقات السورينامية الطاجيكستانية هي العلاقات الثنائية التي تجمع بين سورينام وطاجيكستان.

## مقارنة بين البلدين
هذه مقارنة عامة ومرجعية للدولتين:
| وجه المقارنة                                              | سورينام                        | طاجيكستان                          |
| --------------------------------------------------------- | ------------------------------ | ---------------------------------- |
| المساحة (كم2)                                             | 163.27 ألف                     | 143.10 ألف                         |
| عدد السكان (نسمة)                                         | 563.40 ألف                     | 8.92 مليون                         |
| الكثافة السكانية (ن./كم²)                                 | 3.45                           | 62.33                              |
| العاصمة                                                   | باراماريبو                     | دوشنبه                             |
| اللغة الرسمية                                             | اللغة الهولندية                | اللغة الطاجيكية                    |
| العملة                                                    | دولار سورينامي، غيلدر سورينامي | ساماني طاجيكي، الروبل الطاجيكستاني |
| الناتج المحلي الإجمالي (بليون دولار)                      | 3.32 مليار                     | 7.15 مليار                         |
| الناتج المحلي الإجمالي (تعادل القوة الشرائية) بليون دولار | 9.07 مليار                     | 24.03 مليار                        |
| الناتج المحلي الإجمالي الاسمي للفرد دولار أمريكي          | 9.48 ألف                       | 925                                |
| الناتج المحلي الإجمالي للفرد دولار أمريكي                 | 16.64 ألف                      | 2.69 ألف                           |
| مؤشر التنمية البشرية                                      | 0.714                          | 0.624                              |
| رمز المكالمات الدولي                                      | +597                           | +992                               |
| رمز الإنترنت                                              | .sr                            | .tj                                |
| المنطقة الزمنية                                           | 00                             | ت ع م+05:00                        |

## منظمات دولية مشتركة
يشترك البلدان في عضوية مجموعة من المنظمات الدولية، منها:
| علم المنظمة | اسم المنظمة                        | تاريخ انضمام سورينام | تاريخ انضمام طاجيكستان |
| ----------- | ---------------------------------- | -------------------- | ---------------------- |
|             | مؤسسة التمويل الدولية              | 1 سبتمبر 2011        | 2 ديسمبر 1994          |
|             | منظمة حظر الأسلحة الكيميائية       | ?                    | ?                      |
|             | الأمم المتحدة                      | 4 ديسمبر 1975        | 2 مارس 1992            |
|             | الاتحاد الدولي للاتصالات           | 15 يوليو 1976        | 28 أبريل 1994          |
|             | منظمة التعاون الإسلامي             | ?                    | ?                      |
|             | منظمة الشرطة الجنائية الدولية      | ?                    | ?                      |
|             | الاتحاد البريدي العالمي            | ?                    | ?                      |
|             | البنك الدولي للإنشاء والتعمير      | 27 يونيو 1978        | 4 يونيو 1993           |
|             | وكالة ضمان الاستثمار متعدد الأطراف | 2 يوليو 2003         | 9 ديسمبر 2002          |
|             | يونسكو                             | 16 يوليو 1976        | 6 أبريل 1993           |

## وصلات خارجية
- موقع وزارة الخارجية السورينامية